# Calibre (arme à feu)
 (juin 2023).
Pour les articles homonymes, voir Calibre.

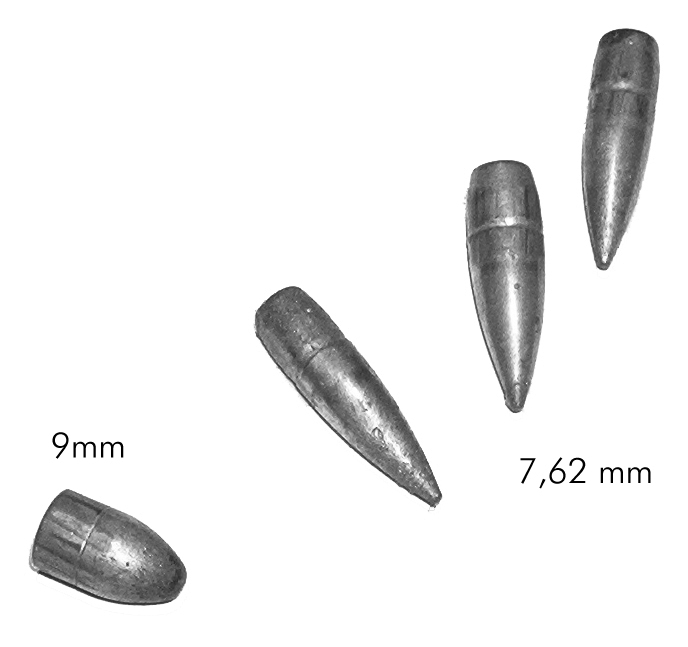
Projectiles de 9 et 7,62 mm.

Le calibre d'une arme à feu désigne le plus souvent le plus grand diamètre de ses projectiles, mais aussi parfois celui du canon. Dans le cas des canons rayés il est alors mesuré soit au plus profond (gorge) soit au sommet (crête) des rayures. Dans le domaine de l’artillerie, le calibre est également une unité de mesure de la longueur d’un tube.
Le calibre est une des caractéristiques essentielles d'une munition et d'une arme à feu, et elle est souvent mentionnée dans leur nom (9 × 19 mm Parabellum ou Canon de 75 mm modèle 1897 par exemple), mais ce n'est pas la seule caractéristique. La distinction entre « munition » et « calibre » n'est pas facilitée par la variété de ces conventions. Les calibres sont toutefois, durant une période bien définie (surtout récente), relativement standardisés. Des munitions différentes peuvent être conçues pour un calibre identique, et comme une arme donnée est chambrée pour une munition spécifique, deux armes dont les canons présentent un même diamètre ne pourront pas toujours tirer les mêmes munitions. Ceci parce qu'il sera impossible de chambrer (longueur ou forme des cartouches distinctes), impossible de mettre à feu (percussion annulaire ou centrale), parce que le tir sera imprécis voire partiellement destructif (différence de pas de rayure), ou encore dangereux (charges différentes : une charge trop puissante peut briser la chambre).
La puissance d'une arme est surtout liée à sa munition (le poids, la forme et la nature de son projectile, la quantité de charge propulsive) et non à son canon ou son calibre. Bien qu'un plus gros calibre soit en général associé à une munition avec plus de charge propulsive et un projectile plus lourd, ce n'est pas une règle absolue. En outre, pour une même munition, l'énergie du projectile en sortie de bouche (exprimée en joules) peut varier en fonction de la longueur du canon. Voir à ce sujet la mécanique de la munition.
En Europe, les calibres sont le plus souvent exprimés en millimètres pour les armes conventionnelles. Les Anglo-Saxons mesurent les calibres en centièmes et millièmes de pouce (1 in = 25,4 mm).

## Fusils de chasse à âme lisse: exception
Les calibres des fusils de chasse modernes à âme lisse sont calculés grâce à une méthode ancienne, où le calibre est un nombre qui, de manière non intuitive, décroit avec l'augmentation du diamètre du canon. Exemple parmi les plus courants : le calibre 12 est d'un diamètre supérieur au calibre 16.
La méthode exacte de calcul du diamètre du canon est la suivante :
diamètre du canon = diamètre d'une balle de plomb parfaitement sphérique de masse = 1/calibre, en livres. Autrement dit, le calibre (en unités par livre) correspond au nombre de balles rondes de bon diamètre, que l'on peut faire avec une livre de plomb. Le diamètre du canon est donc inversement proportionnel à la racine cubique du calibre.
Noter que la masse exacte d'une livre ancienne variait selon la région et parfois l'époque. Elle a été fixée par le Bureau international des poids et mesures (BIPM) à 453,59237 grammes. Pour comparaison, voir la table des armes à feu modernes.
Historiquement, cette dénomination date de l'époque où les fusils étaient chargés par la gueule, avec une balle sphérique, comme dans une arquebuse. La division de la livre était alors le seul moyen (bien peu fiable...) de normalisation, la mesure de faible diamètre à l'ère pré-système métrique étant des plus hasardeuses. Il n'empêche que ce mode est resté au XIXe siècle lors de l'avènement des fusils de chasse modernes, et n'a pas évolué aujourd'hui, en grande partie parce que ces fusils eux-mêmes ont peu évolué. Les munitions, elles, ont évolué depuis que les arquebuses et les balles sphériques ne sont plus utilisées : ce sont désormais des plombs, billes de chevrotines ou balles elles-mêmes striées qui sont tirées, et la masse de poudre chargeant la cartouche est plus importante que celle du projectile.
La décroissance du diamètre est, de son côté, non proportionnelle au calibre ; c'est une fonction cubique.

## Pièces d'artillerie anciennes

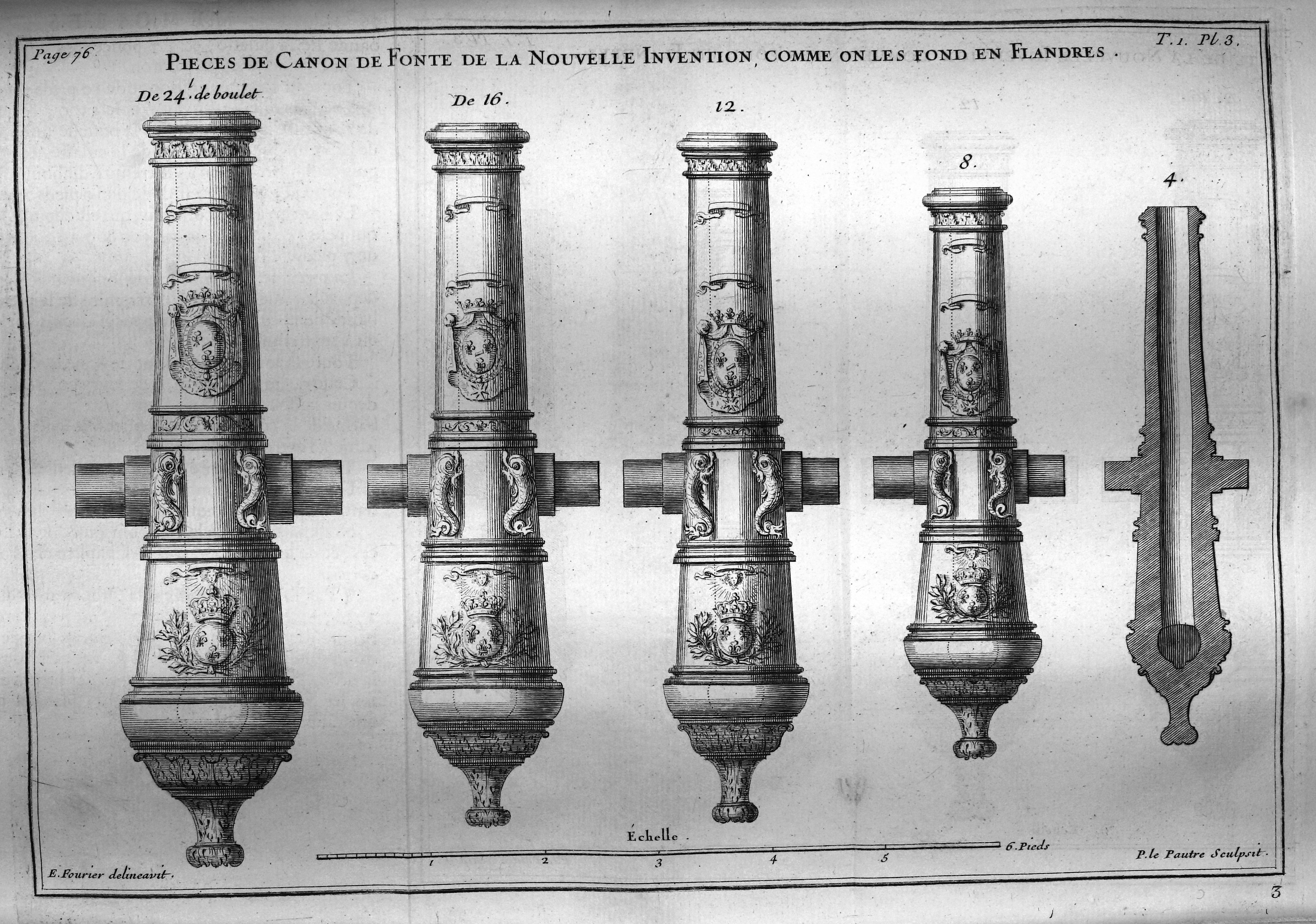
Canons de calibre 24 à 4, 1745, Mémoire d'artillerie... de Pierre Surirey de Saint-Remy.

En France, les calibres de l’artillerie ont été normalisés pour l’armée royale par les frères Gaspard et Jean Bureau, à la fin de la guerre de Cent Ans (à partir de 1440). Le calibre correspond au poids en livres du boulet utilisé par la pièce. Ces calibres sont utilisés jusqu’au XIXe siècle. Vers cette époque, l'arrivée des munitions modernes, à cartouches de cuivre et obus non sphériques, voire chargés d'explosifs, rend obsolète cette correspondance. Le diamètre en millimètre sera alors utilisé par la suite, le poids d'un projectile ne correspondant plus vraiment ni au diamètre d'un canon ni à sa puissance destructrice. La normalisation s'effectuera sur le diamètre qui n'est pas beaucoup plus représentatif quant à l'efficacité, mais qui permet de normaliser les fabrications.
| Calibre en livres | Poids du boulet | Diamètre du canon |
| ----------------- | --------------- | ----------------- |
| 1                 | 454 g           | 22 à 50 mm        |
| 2                 | 908 g           | 60 mm             |
| 4                 | 1,816 kg        | 75 mm             |
| 6                 | 2,724 kg        | 96 mm             |
| 8                 | 3,632 kg        | 106 mm            |
| 12                | 5,448 kg        | 121 mm            |
| 16                | 7,264 kg        | 127 mm            |
| 18                | 8,172 kg        | 134 mm            |
| 24                | 10,896 kg       | 140 mm            |
| 32                | 14,528 kg       | 155 mm            |
| 36                | 16,344 kg       | 162 mm            |
| 42                | 19,051 kg       | 170 mm            |
| 48                | 23,472 kg       | 196 mm            |
| 64                | 29,029 kg       | 200 mm            |
| 68                | 30,844 kg       | 203 mm            |

Des calibres intermédiaires ont existé : par exemple, le canon de Jean d’Estrées, la plus grosse pièce française d’alors, fait 33 livres.
L’amélioration des canons se fit en partie par l’allongement du fût, exprimée en calibres : le système Gribeauval à 18 calibres en 1765 (fût de 1,85 m de long pour une pièce de 8, par exemple).

## Calibres les plus courants

### Armes portables modernes
| En mm              | En pouce (")  | Arme lisse                | Exemples de munitions |  |
| 4,6 mm             |               |                           | 4,6 x 30 mm de Heckler & Koch |  |
| 5,45 mm            |               |                           | 5,45x39 mm M74 munition soviétique utilisé notamment par les fusils AK-74 (et modèles plus récents) et Nikonov AN-94 |  |
| 5,56 mm            | .22" / .223"  |                           | .22 Court, .22 Long Rifle, 5,56 mm NATO ou "5,56 OTAN", .223 Remington , .224 Valkyrie |  |
| 5,6 mm             |               |                           | 5,6 mm Suisse (le 5,6 mm suisse est mesuré en fond de rayure, mais ce n'est pas la même munition que le 5.56 OTAN (.223 Remington) car cette cartouche est modifiée pour être plus précise à longue distance, d'ailleurs le 5.56 OTAN peut être tiré dans un Fass 90 (fusil d'assaut 1990 suisse) alors que le 5.6 Suisse ne peut être tiré dans une arme de type 5.56 OTAN (M4, SCAR, XM8, HK416…) |  |
| 5,7 mm             |               | 5,7 x 28 mm de FN Herstal | |  |
| 6 mm               |               | 6 mm                      | |  |
| 6,35 mm            | .25"          |                           | .25" ACP (6.35 Browning) |  |
| 7 mm               | .284"         |                           | 7 × 57 mm Mauser (1re cat.) et 7 × 64 Brenneke (5e cat.) |  |
| 7,62 mm            | .30"          |                           | 7,62 OTAN, .300 Winchester Magnum, .30" Russian, .308 Winchester, .30-06 Springfield |  |
| 7,63 mm            | .30"          |                           | .30" Mauser |  |
| 7,65 mm Parabellum | .30"          |                           | .30" Luger |  |
| 7,65 mm Browning   | .32"          |                           | .32" ACP (7,65 Browning) |  |
| 8,6 mm             | .338"         |                           | 338 lapua magnum |  |
| 9 mm               | .355" à .358" |                           | 9 x 19 mm Parabellum, .38 Super, .380 ACP, .38 Special, .357 Magnum, .357 SIG |  |
| 10 mm              | .40"          |                           | 10 mm Auto, .40 S&W |  |
| 11 mm              | .44"          |                           | .44 Magnum, .44-40 WCF, .44 Special |  |
| 11,43 mm           | .45"          |                           | .45 ACP, .45 Colt |  |
| 12,7 mm            | .50"          |                           | 12,7 × 99 mm OTAN |  |
| 14,5 mm            |               |                           | 14,5 × 114 mm |  |
| 15,6 mm            | .617"         | calibre 20                | |  |
| 16,8 mm            | .667"         | calibre 16                | |  |
| 18,5 mm            | .729"         | calibre 12                | |  |
| 19,7 mm            | .776"         | calibre 10                | |  |
| 22 mm environ      |               | Calibre 8                 | Winchester industrial 8 gauge : uniquement en industrie pour casser des amalgames dans les fours. Utilisée montée. |  |

### Artillerie et canons montés modernes
| 20 mm (pour les avions de chasse et chars, ainsi que la DCA)                                                                    |
| 23 mm (pour les avions de chasse soviétiques et russes)                                                                         |
| 25 mm (pour canon M811, M242, KBA GAU12, munition de 25 × 137 mm)                                                               |
| 30 mm (pour les avions de chasse)                                                                                               |
| 37 mm (anti aérien de navire militaire et canons anti-char standards en début de Seconde Guerre mondiale, exemple Pak 36)       |
| 40 mm (pour les lance-grenades, exemple M203. Pour canons antiaériens, exemple Bofors 40 mm)                                    |
| 50 mm (pour les canons de chars et antichar de la Seconde Guerre mondiale, exemple KwK 38)                                      |
| 75 mm (pour des obusiers légers et des canons de chars et antichars, exemple AMX 13 75)                                         |
| 76 mm (pour le canon Otobreda 76 mm)                                                                                            |
| 88 mm (pour la DCA, les canons antichars et les chars lourds allemands de la Seconde Guerre mondiale)                           |
| 90 mm (char AMX 13 90) |
| 100 mm (pour les obus des canons de marine, exemple tourelle de 100 mm modèle 100TR)                                            |
| 105 mm (pour les obusiers lourds, exemple Howitzer 105 mm M2A1, char AMX 30B et AMX 30B2, AMX 10 RC, AMX 13 105)                |
| 120 mm (pour les obus des chars d'assauts modernes standardisés OTAN, exemples Char Abrams ou Char Leclerc)                     |
| 122 mm (pour les canons d'artillerie soviétiques/russes, exemple 122 D-30, ou chinois comme le PLZ-07)                          |
| 125 mm (pour les obus des chars soviétiques/russes, exemple T-80)                                                               |
| 130 mm (pour les canons d'artillerie soviétiques/russes, exemple 130M46)                                                        |
| 152 mm (pour les canons d'artillerie soviétiques/russes, exemple 2A65 , ou chinois comme le Type 83)                            |
| 155 mm (pour les canons d'artillerie, exemple Obusier blindé autotracté M109, canons autotractés AuF1, T-155 Firtina ou CAESAR) |
| 170 mm (pour les canons d'artillerie comme le M-1978 Koksan de la Corée du Nord)                                                |
| 203 mm (pour les canons d'artillerie, exemple le M110 américain, encore en service dans certains pays)                          |
| … Grosse Bertha (420), Canons sur , Canons de Marine (400 et plus), Dora (sur voie ferrée : 800 mm) liste                       |

## Photos munitions

### Calibres decarabine de chasse

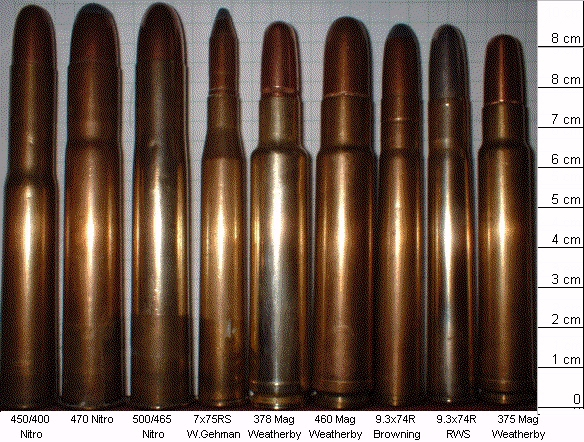
Munition de chasse : du 500 nitro au 375 Mag
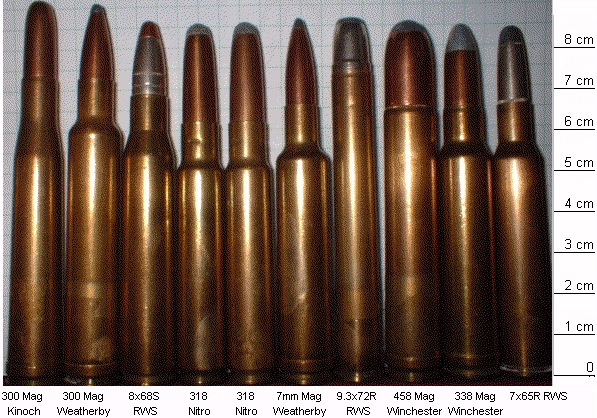
Munition de chasse : du 300 Mag au 7 x 65 R
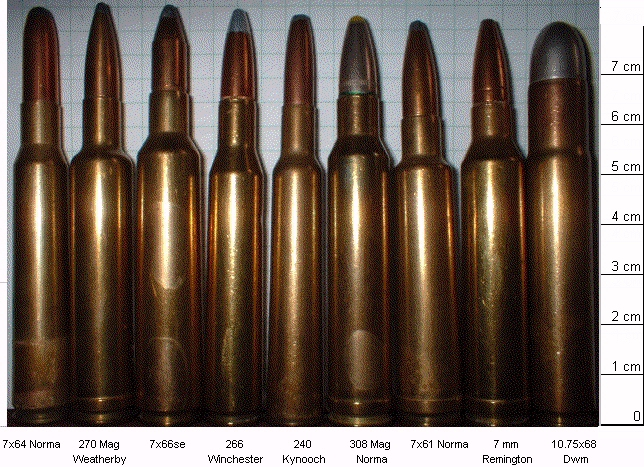
Munition de chasse : Série 7 mm et 10,75 mm
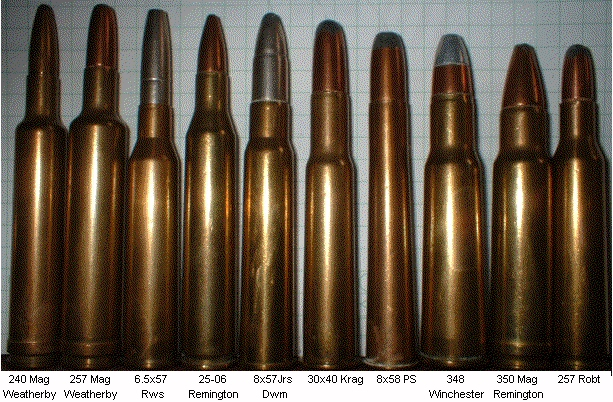
Munition de chasse : 250 mag à 350 mag
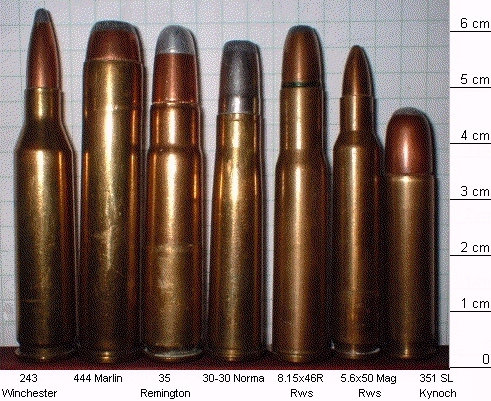
Munition de chasse : 243 Win à 444 marlin

### Calibre 12 pour fusils de chasse

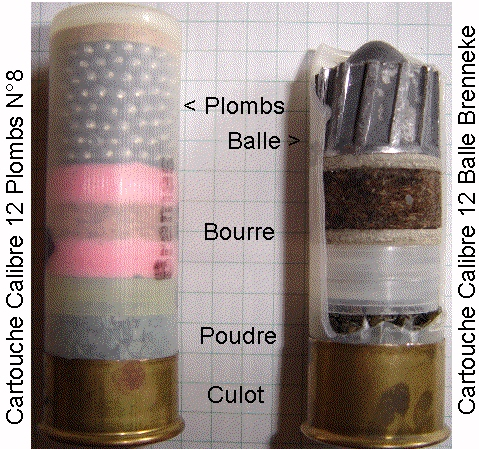
Cartouches de calibre 12 à grenaille et à balle

Le calibre 12 est le calibre le plus souvent utilisé par les chasseurs. Il est mortel à 40-45 m.

### Calibres militaires

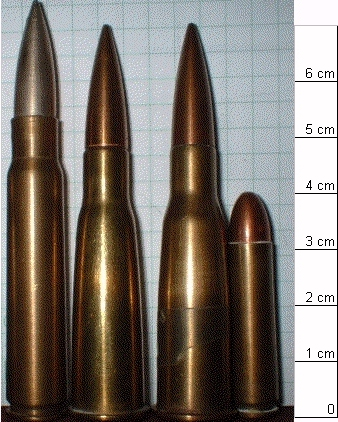
Munitions militaires
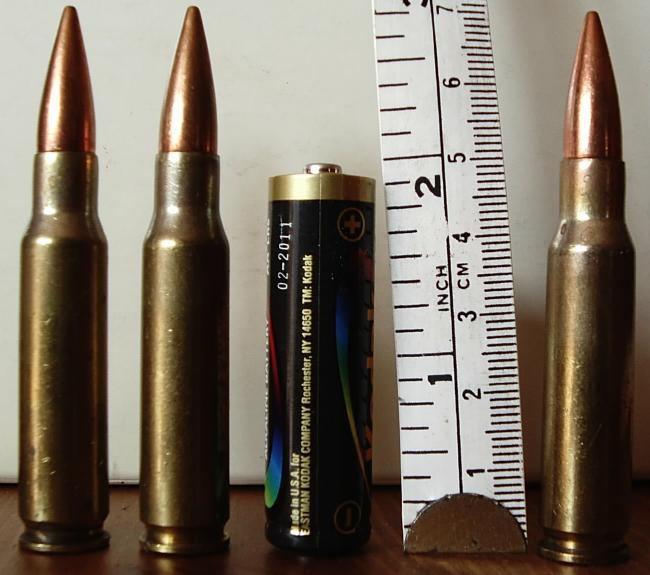
7,62 × 51 mm OTAN

### Calibres d'armes de poing

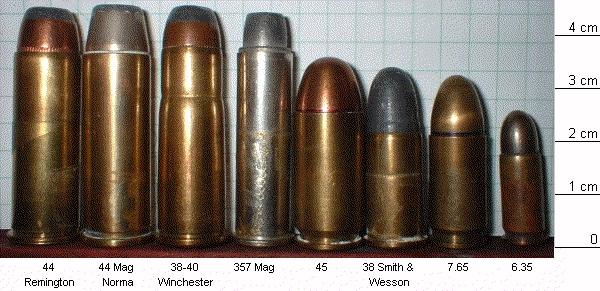
Armes de poing

Attention : la légende intégrée à cette photo est erronée. Notamment : la 7e cartouche n'est pas une munition de calibre 7,65, mais du 9mmx19mm ou du 9mm parabellum. La grille en arrière-plan est en 5x5mm.

### Calibres de munitions à percussion annulaire

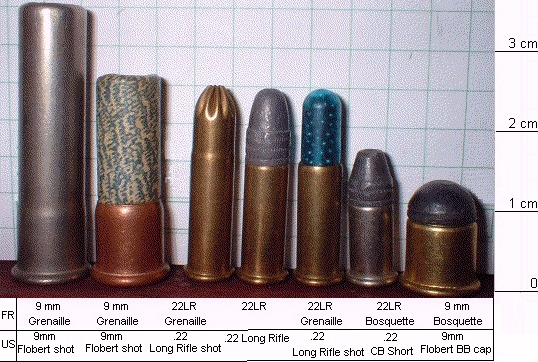
Percussion annulaire

## Divers
Dora était le canon du plus fort calibre jamais produit (800 mm) avec la grande bombarde turque utilisée lors du siège de Constantinople en 1453.
460 mm est le plus gros calibre de canons portés par un navire de guerre (9 canons en trois tourelles sur les cuirassés de la classe Yamato).

## Le calibre en tant qu’unité de longueur
Dans l’artillerie, le calibre peut non seulement désigner le diamètre d’un projectile, mais également la longueur du tube d’une pièce. Cette longueur est exprimée sous la forme x/y ou x/Ly, x étant le diamètre du tube et y le nombre (généralement arrondi) permettant d’obtenir la longueur du tube si on le multiplie avec x. Ainsi le tube d’un canon de 75 mm/L70 mesure 5 250 mm de long, de l’extrémité de la culasse à celle de la bouche.